# Ekbatana (digt)
"Ekbatana" eller "Ekbátana" er et dansk digt af Sophus Claussen udgivet i romanen Valfart i 1896. 
I digtet beskrives en drøm, som jeg-personen har haft. Claussen er kendt som den store danske repræsentant for symbolismen, og digtet har en sanselighed over sig, der står i modsætning til den naturalisme, der ellers herskede på den tid. For Claussen er Ekbatana en utopi, hvis mystik han mener, at tidens videnskabsfolk er ved at eliminere. Jeg-personen omtaler således "spottere" og "tosser", der insisterer på alternativ (videnskabeligt baseret) stavemåde af Ekbatana. Dette navn henviser til en sagnomspundet oldtidsby af samme navn. Jeg-personen taler først om byen som undfanget i en drøm, men senere i digtet fremgår det, at han har været der, men at alt ikke blot er lykke.
Digtet består af ni strofer på hver fire linjer med rimmønsteret A-A-B-B, hvor det sidste ord i hver strofe er "Ekbátana".
Digtet er sat i musik og indspillet flere gange: Tony Vejslev har skrevet en melodi og indspillet sangen på albummet 50 danske viser og sange (1993), Og Bodil Heister har ligeledes skrevet musik til digtet, som Kurt Ravn har indsunget på deres fælles album Ekbátana (1992).